# Artabotrys aurantiacus
Artabotrys aurantiacus là loài thực vật có hoa thuộc họ Na. Loài này được Engl. & Diels mô tả khoa học đầu tiên năm 1899.